# 瓦螨
瓦蟎（學名：Varroa destructor），又稱狄斯瓦蟎、蜂蟹蟎，是蛛形纲瓦蟎科瓦蟎屬的一种生物，是蜜蜂的体外寄生虫，以蜜蜂的幼虫、 蛹及成虫脂肪体为食获取营养。

## 生活史
雄螨生命周期较短，在交配后不久就会死亡，而雌螨的生命周期相对较长。雌螨的生命周期可分为在幼虫巢房内的繁殖期和在成年蜜蜂身上的游离期。
入侵蜜蜂巢房后，标志着雌螨繁殖阶段的开始。在蜜蜂蛹的第二节腹板间，雌螨会开一个孔以便取食蜜蜂脂肪体。产卵则在巢房入侵后的约60至70小时开始，首先产下雄卵，之后每隔30分钟产下一粒雌卵，一只雌螨的寿命期内通常会经历3至7个产卵周期，产卵数量可达30粒。卵圆扁平，红棕色，长1-1.2毫米。
随着蜜蜂发育成熟，雌螨及其后代将与蜜蜂一同离开巢房，进入游离期。在游离期间，雌螨会附着在成年蜜蜂身上，利用蜜蜂的脂肪体为食。它们通过蜜蜂之间的物理接触，寄生于新的宿主蜜蜂，并寻找进入育雏巢房繁殖的机会。此外，雌螨还能够通过蜜蜂表皮烃类物质等来识别寄主，选择最优的寄主进行寄生和繁殖。

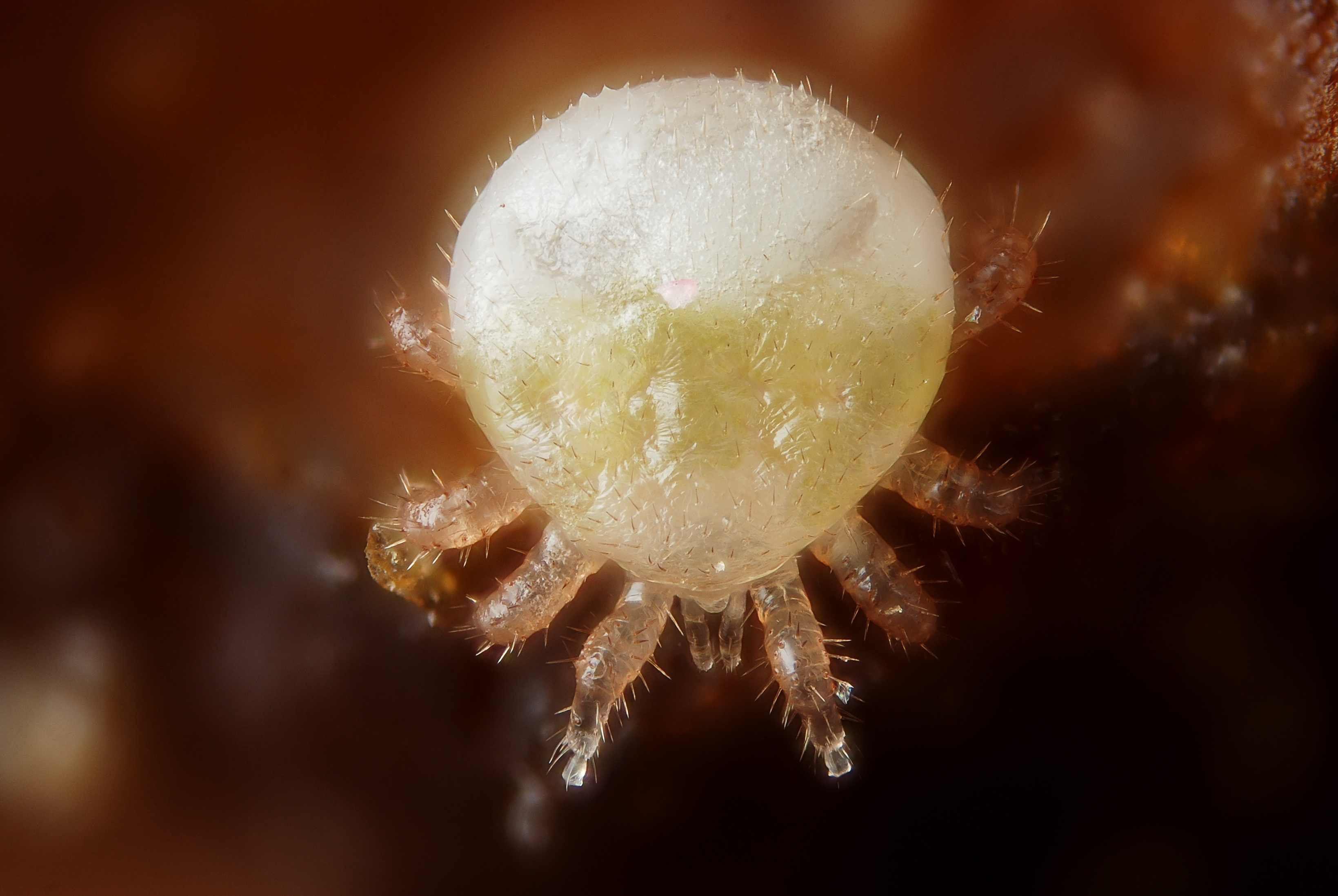
雄性瓦螨成虫
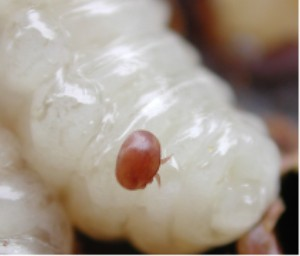
蜜蜂幼虫上的瓦螨
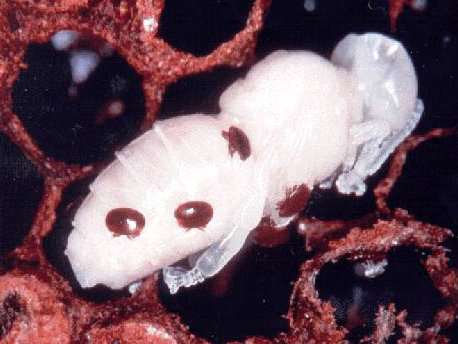
蜜蜂蛹上的瓦螨

## 对蜜蜂的影响
瓦蟎最初是东方蜜蜂（Apis cerana）的寄生虫，后来转移到了西方蜜蜂身上，并迅速传播至全世界，成为养蜂业主要的寄生虫害。
被瓦螨寄生的工蜂羽化后，平均体重相较于健康工蜂会轻6.3%至25%，而体重损失比例与瓦螨数量呈正相关。此外，狄斯瓦螨携带的残翅病毒（Deformed Wing Virus）会显著缩短蜜蜂的寿命。瓦螨寄生对蜜蜂的神经系统造成干扰，影响其学习能力、认知记忆能力和行为，导致飞行能力下降、精子量减少，甚至死亡。
瓦螨是多种蜜蜂病毒的载体，尤其是残翅病毒，其在瓦螨体内繁殖后能够大量传播给蜂群其他个体。在没有瓦螨的地区，蜜蜂病毒的感染率较低，但在瓦螨侵染地区，蜜蜂病毒的感染率显著增加。瓦螨携带的蜜蜂残翅病毒是导致蜂群越冬死亡的主要病因之一。

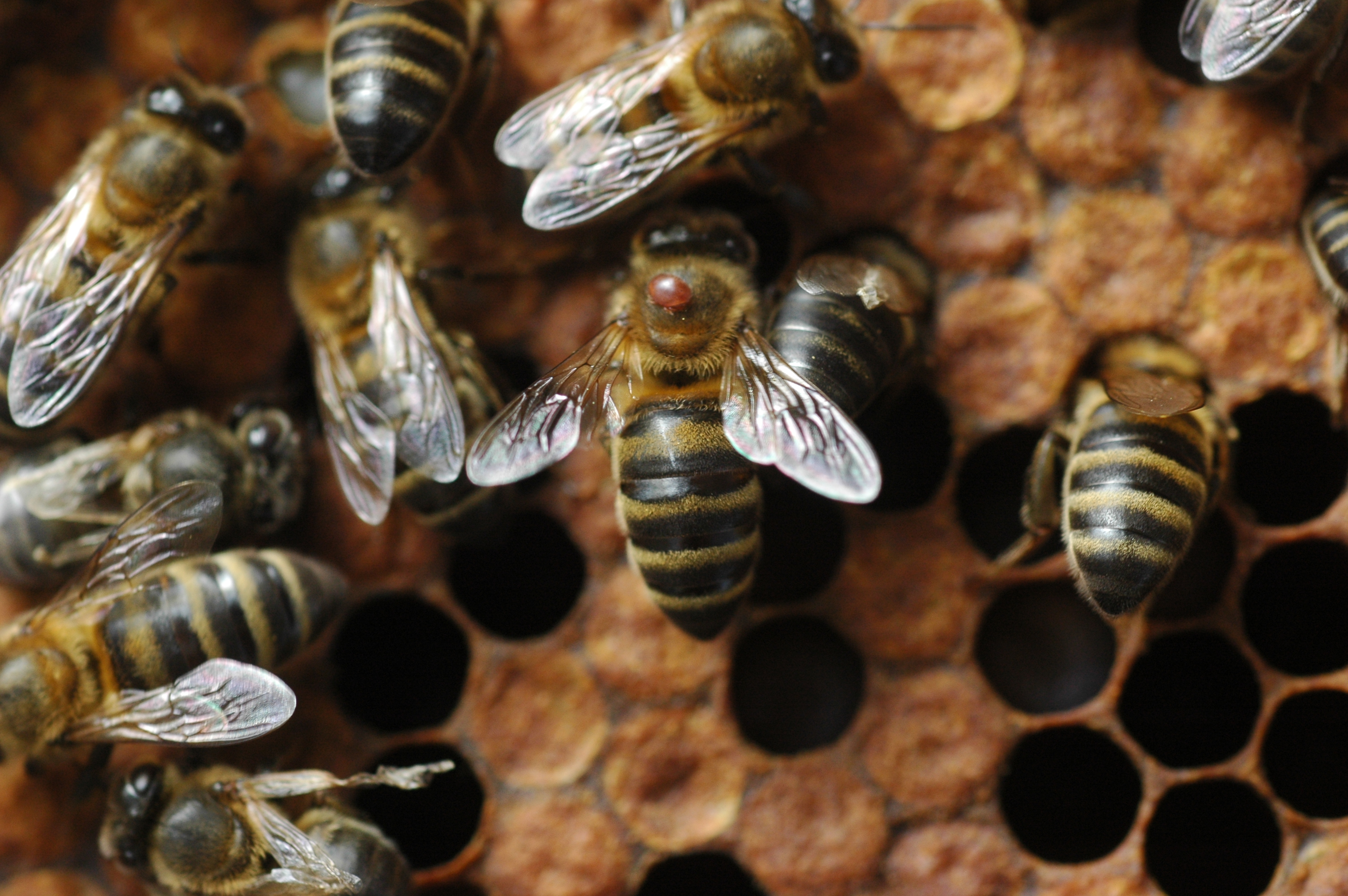
遭寄生的工蜂
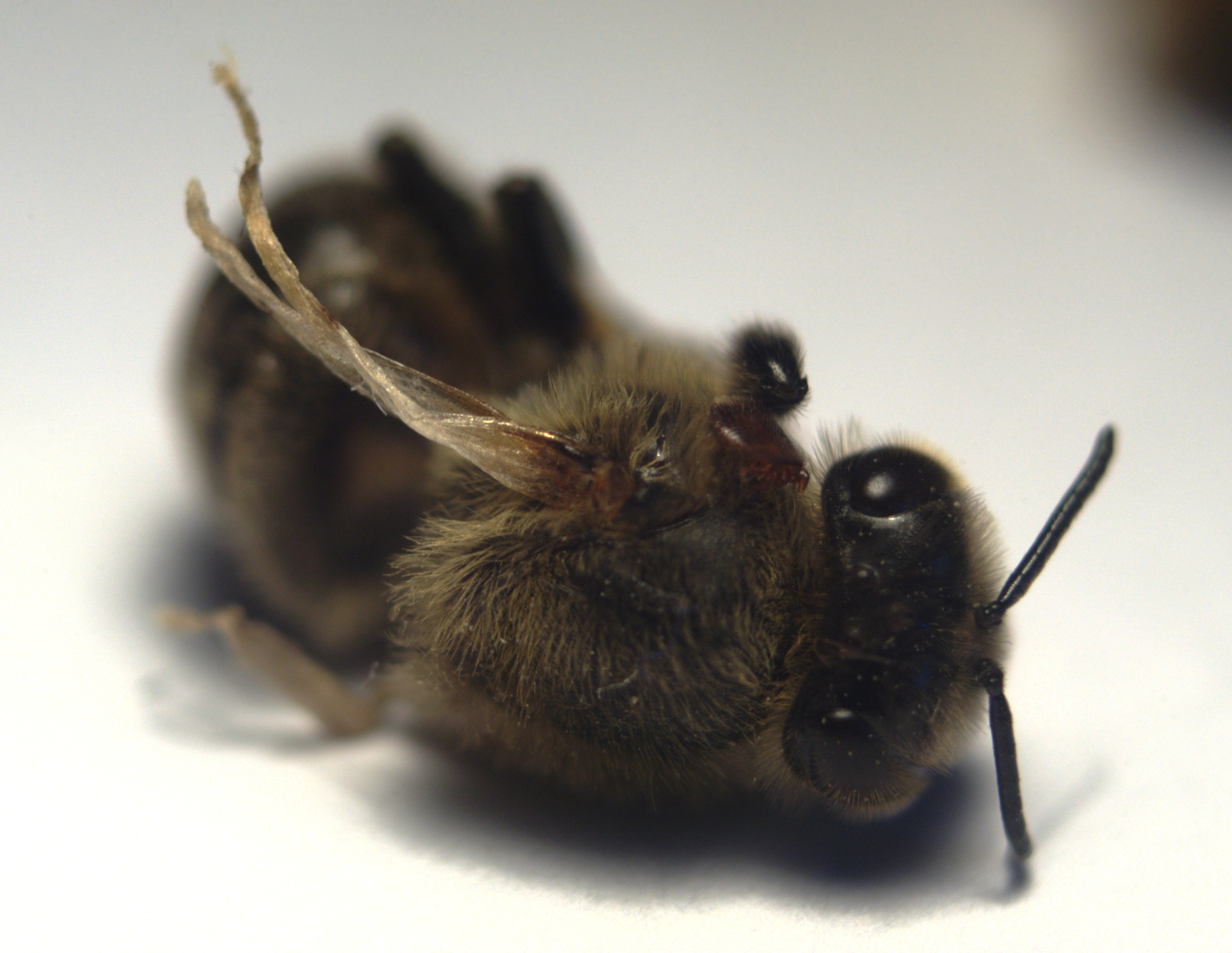
翅膀變形

## 防治方法

### 物理防治
物理防治瓦螨的方法主要包括细粉末处理、热处理和分蜂处理等，然而研究表明物理防治的效率相对较低，且在实际应用中存在一定的困难。一些研究指出，通过割除雄蜂巢房可以减少蜂群中瓦螨的数量，因为瓦螨更倾向于寄生于雄蜂的巢房以增加自身繁殖率。

### 化学防治

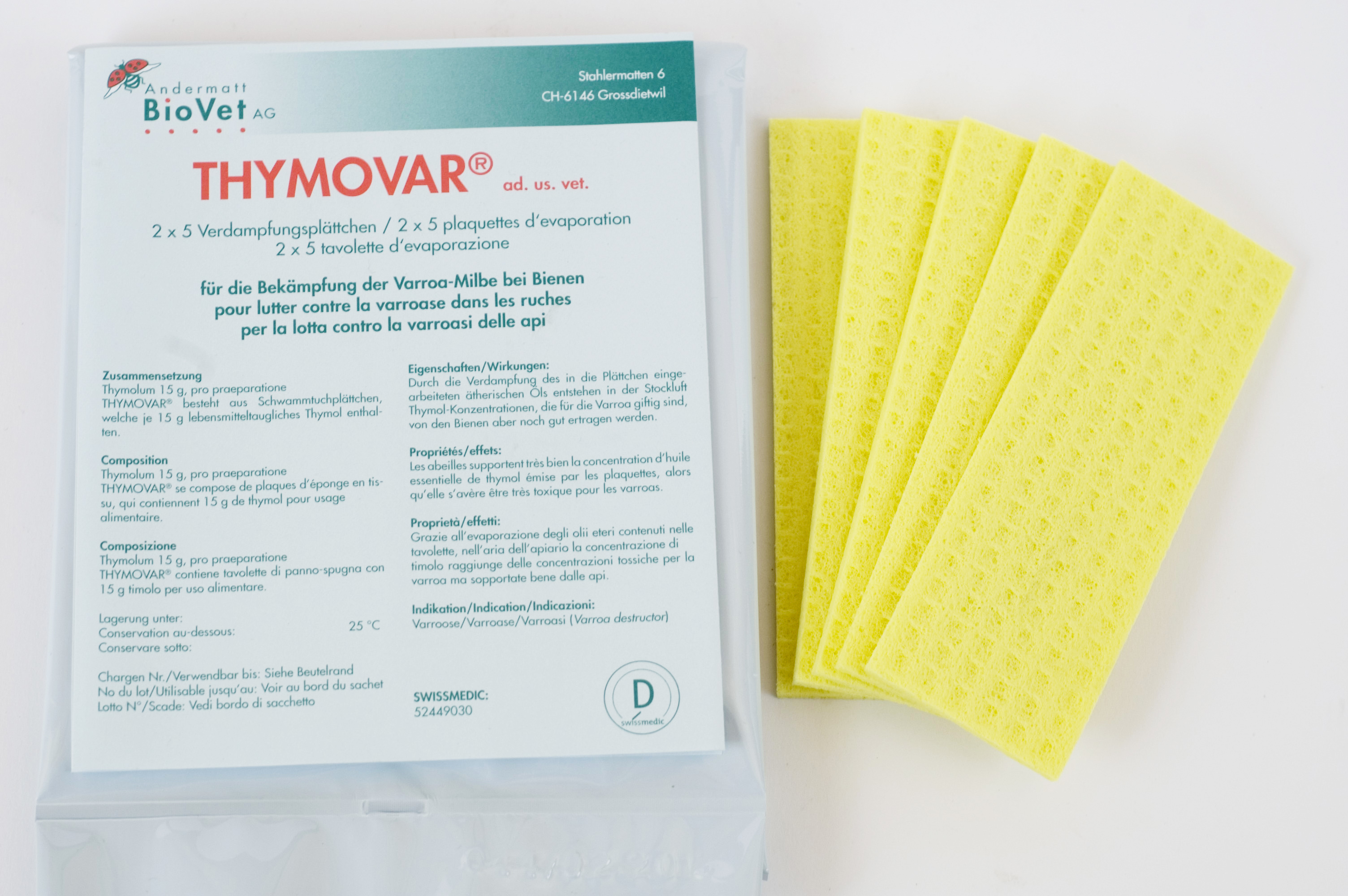
用来防治瓦螨的一种商品THYMOVAR（百里酚）

化学防治是控制瓦螨数量的常用方法，主要采用杀螨剂进行处理，包括双甲螨、蝇毒磷、氟氰胺菊酯和氟氯苯菊酯等，它们具有成本低、活性强、使用方便和高效的特点。甲酸熏蒸法以及草酸也可以有效防治瓦螨。然而过度依赖和长期使用化学药物可能会对蜜蜂产生负面影响，包括工蜂记忆力、采集能力和卫生行为能力的下降，以及对蜂王和雄蜂生殖健康的影响。此外，化学药物的使用还可能导致化学残留物污染蜂产品，并增强瓦螨的抗药性。

### 生物防治
利用昆虫致病性真菌防治瓦螨是一种有效的生物防治方法。已经发现了40多种对瓦螨具有抑制作用的真菌，例如轮枝孢菌、被毛孢属、拟青霉属、白僵菌属、绿僵菌属和弯颈霉属等。然而，要有效提高生物防治效果，施用方式和环境都具有一定的要求，养蜂人需要具备一定的生物学知识。
培育具有抗螨特性的蜂种被认为是一种可持续的瓦螨防治方法。其中，瓦螨敏感卫生行为是一种蜜蜂的抗螨机制，如东方蜜蜂会激烈搅动身体以清除瓦蟎，从而不至于对整个蜂群造成严重危害。通过杂交遗传育种，可以获得具有瓦螨敏感卫生行为的抗螨蜂种。

### RNA干扰技术
通过对蜜蜂进行RNA干扰，可以沉默瓦螨的基因表达，从而影响其繁殖并降低种群数量。研究发现，某些基因编辑技术能够改变蜜蜂的生理、行为和生长，增强其对病原体的抗性，并通过触发蜂螨RNA干扰反应来杀死蜜蜂身上的蜂螨。

## 外部連結
- 维基共享资源上的相關多媒體資源：瓦螨
- 維基物種上的相關：瓦螨
- Varroa mite （页面存档备份，存于） on the University of Florida / Institute of Food and Agricultural Sciences Featured Creatures website
- （页面存档备份，存于）
- . CTV News. March 3, 2010  [2015-08-19]. （原始内容存档于2010-03-07）.
- Beediseases Archive.today的存檔，存档日期2013-06-16